# Virgil Griffith
Virgil Griffith (født 1983), også kendt som Romanpoet, er en amerikansk hacker, bedst kendt for sin deltagelse i en retssag fra 2003 med firmaet Blackboard Inc. Han har også offentliggjort arbejder vedrørende kunstigt liv (artificial life), og skabte i 2007 en såkaldt Wikipedia-skanner eller WikiScanner, et lille programværktøj der skulle kunne analysere anonyme redigeringer på Wikipedia, især fra organisationer.